# Château du Plaix (Meaulne)
Pour les articles homonymes, voir Château du Plaix.
Le château du Plaix  est un édifice situé à Meaulne-Vitray, en France.

## Localisation
Le château est situé sur la commune de Meaulne-Vitray, dans le département de l'Allier, en région Auvergne-Rhône-Alpes.

## Description
Le château est composé d'un corps de logis central prolongé par une aile de commun en retour et un petit corps de bâtiment côté est. La cour est bordée à l'est par un second commun et close par un mur comportant le portail d'entrée. Au nord-est s'étend un jardin, l'ancienne et la nouvelle chapelles, et un lavoir.

## Historique
Le château originel fut détruit par un incendie en 1614 puis reconstruit, comme en témoigne un linteau portant la date de 1660. Il est alors la propriété de la famille Luylier qui possède d'autres biens dans la région.
Le château est inscrit partiellement (portail d'entrée ; chapelle ; citerne ; bassin ; lavoir) au titre des monuments historiques par arrêté du 20 décembre 1985.